# با، با، الخروف الأسود
«با، با، الخروف الأسود» هي قافية أطفال إنجليزية، يرجع تاريخ أقدم نسخة مطبوعة منها إلى نحو عام 1744. ولم تتغير الكلمات كثيرًا خلال قرنين ونصف. تُغنى على شكل متغير من اللحن الفرنسي لعام 1761 «آه! سأخبركِ ياأمي» (Ah! vous dirai-je, maman).

## النسخة الحديثة
تميل الإصدارات الحديثة إلى اتخاذ الشكل التالي:
با، با، خروف أسود،
هل لديك أي صوف؟
نعم سيدي، نعم سيدي،
ثلاثة أكياس ممتلئة؛
واحد للسيد،
و الآخر للسيدة،

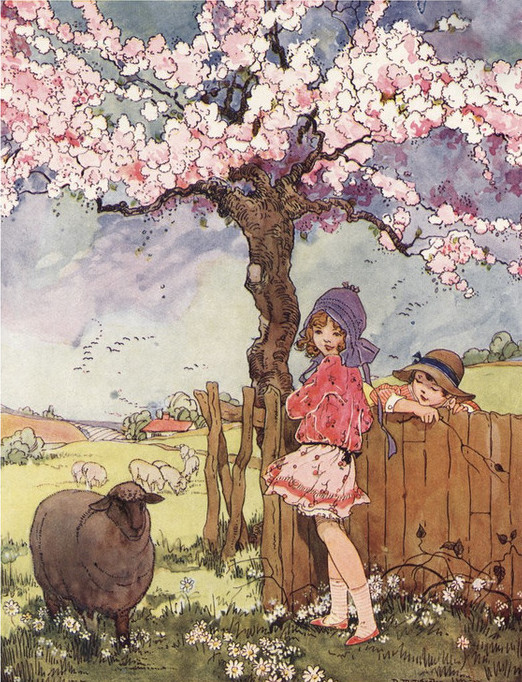
اللحن كما صورته دوروثي ويلير

وواحد للصبي الصغير الذي يعيش في الممر.
القافية عبارة عن مقطع واحد حسب الوزن الشعري (trochaic)، وهو أمر شائع في أغاني الأطفال، ويسهل على الأطفال الصغار إتقانه نسبيًا. يصنف مؤشر (Roud Folk Song)، الذي يقوم بفهرسة الأغاني الشعبية وتنوعاتها حسب العدد، الأغنية على أنها 4439 وجُمعت الاختلافات في بريطانيا العظمى وأمريكا الشمالية.

## اللحن
غالبًا تُغنى القافية على شكل متغير من اللحن الفرنسي لعام 1761 «آه! سأخبركِ ياأمي»، التي تستخدم أيضًا في أغنية «إلمعي، إلمعي أيتها النجمة الصغيرة» وفي أغنية «الأبجدية». نُشرت الكلمات واللحن معًا لأول مرة من قبلA. H. Roswi في مجلة «موضح ناشونال» لأغاني وألعاب الأطفال، المنشورة في فيلادلفيا سنة 1879.
ترجم النص إلى السويدية أوجست ستريندبيرغ بعنوان Barnen i skogen وهي الطبعة السويدية من «الأطفال في الغابة» عام 1872. كتب اللحن للنص السويدي أليس تنير، ونشر في كتاب الأغاني غني معنا، ياأمي! (Sjung med oss, Mamma!) عام 1892، حيث الخروف الأسود الآن حمل أبيض: با، با، الحمل الأبيض، (Bä, bä, vita lamm)، من أشهر أغاني الأطفال السويدية.

## الأصل والمعنى

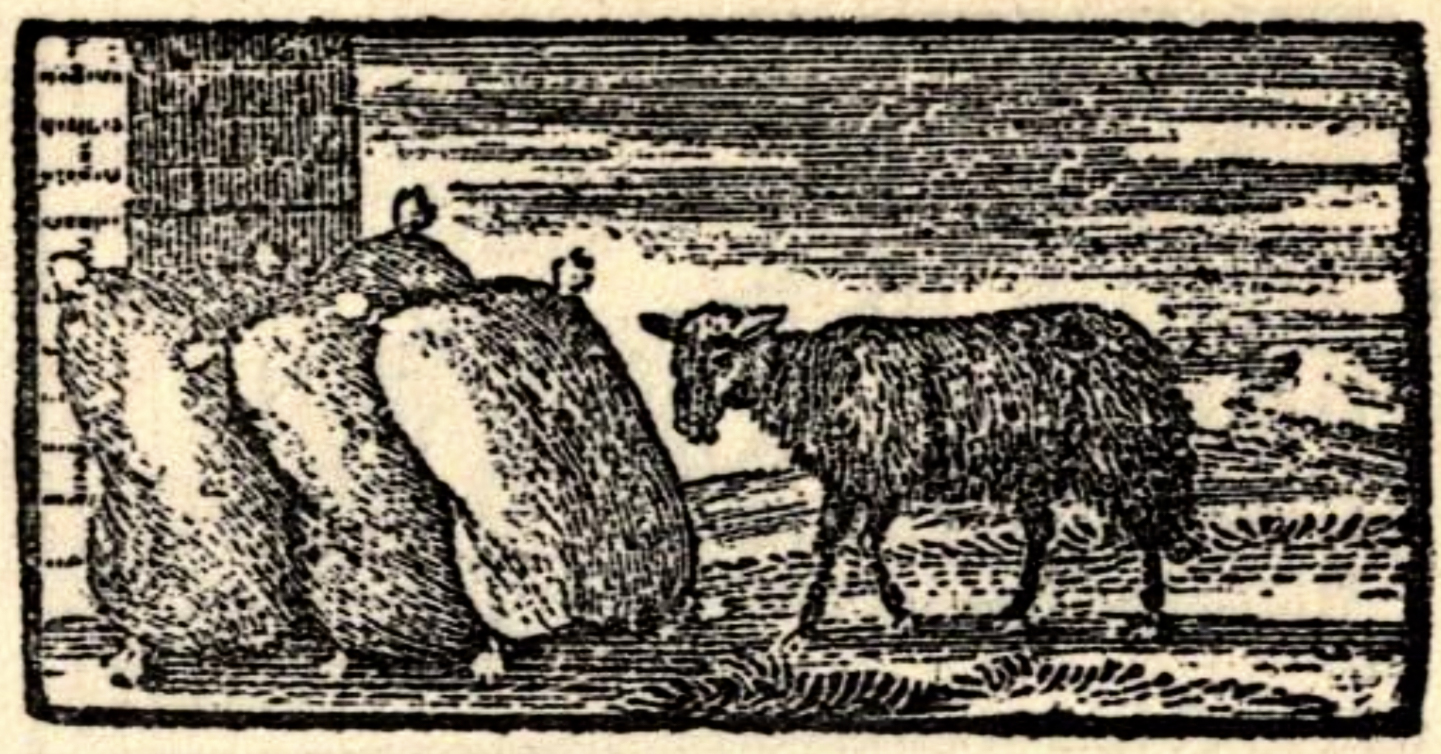
تصوير اللحن من نغمة الإوزة الأم, نُشٍرت لأول مرة عام 1765

كما هو الحال مع العديد من أغاني الأطفال، بُذلت محاولات للعثور على أصول ومعاني القافية، ومعظمها ليس له دليل مؤكد. اقترحت كاثرين إلويس توماس في كتاب الشخصيات الحقيقية الأوزة الأم سنة 1930، أن القافية تشير إلى الاستياء من الضرائب الباهظة على الصوف. وقد اتُخذ ذلك خصوصًا للإشارة إلى ضريبة الصوف الإنجليزية في العصور الوسطى «العظمى» أو «العرفية القديمة» في 1275، التي استمرت حتى القرن الخامس عشر، حديثًا رُبطت القافية بتجارة الرقيق، لا سيَّما في جنوب الولايات المتحدة. قُدم هذا التفسير خلال المناقشات حول الصواب السياسي واستخدام أغاني الأطفال وتعديلها في الثمانينيات، لكن لا يوجد أي دليل تاريخي داعم. فبدلا من أن يكون أمرًا سالبًا، ربما قد ثُمن صوف الخراف الأسود لأنه يمكن تحويله إلى قماش داكن دون صبغ. 
طُبعت القافية للمرة الأولى في كتاب الأغنية الجميلة لتومي ثومب، وهو أقدم مجموعة باقية من أغاني الأطفال باللغة الإنجليزية، التي نُشرت سنة 1744 مع كلمات مشابهة جدًا لتلك التي لا تزال تُستخدم اليوم:
```
باه، باه، خروف أسود، 
هل لديك أي صوف؟ 
نعم يا صديقي القديم؛ 
لدي ثلاث حقائب ممتلئة، 
اثنتان لسيدي، 
واحدة من أجل سيدتي، 
لا شيء للصبي الصغير الذي يبكي في الممر.
[
1
]
```

في الطبعة التالية الباقية، في لحن الأوزة الأم نحو 1765، بقيت القافية كما هي، باستثناء السطور الأخيرة التي أخذت الشكل التالي: «ولكن لا شيء للصبي الصغير الذي يصرخ في الحارة». 

## الخلافات الحديثة

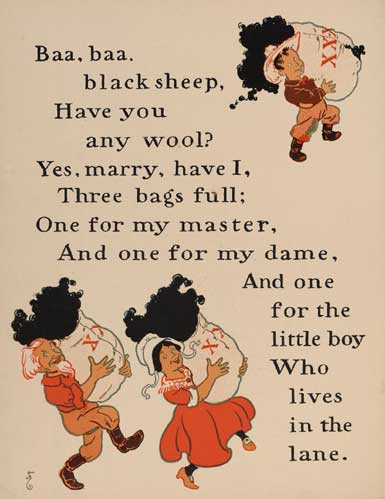
تصور ويليام والاس دينسلو لأغنية با, با, الخروف الأسود في اصدار سنة 1901 لأغنية الإوزة الأم

ظهر جدل حول تغيير لغة «با، با الخروف الأسود» في بريطانيا من عام 1986، لأنه كما زعم في الصحافة الشعبية أنها مشكوك فيها عنصريًا. ويستند ذلك فقط على إعادة كتابة القافية في حضانة خاصة واحدة تمرينًا للأطفال هناك وليس على أي سياسة حكومية محلية. سنة 1999 ظهر خلاف مماثل عندما قُدمت تحفظات بشأن القافية إلى مجلس مدينة برمنغهام من قبل فريق عمل معني بالعنصرية في موارد الأطفال، التي لم تتم الموافقة عليها أو تنفيذها. قامت حضانتان خاصتان في أوكسفوردشاير سنة 2006 بتغيير الأغنية إلى (Baa Baa Rainbow Sheep)، مع استبدال «الأسود» بمجموعة متنوعة من الصفات الأخرى، مثل «سعيد، حزين، قافز ووردي». أكد المعلقون أن هذه الخلافات قد ضخمها أو شوشها بعض عناصر الصحافة جزءًا من حملة أكثر عمومية ضد الصواب السياسي.
سنة 2014، ورد جدل مماثل في ولاية فيكتوريا الأسترالية.

## التلميحات
استُخدمت عبارة «نعم سيدي، نعم سيدي، ثلاثة أكياس ممتلئة»، لوصف أي مرؤوس متذلل أو جبان. وُثق ذلك عام 1910، وكان شائعًا في الأصل في البحرية الملكية البريطانية.
أثيرت القافية في الأدب والثقافة الشعبية. استخدم روديارد كيبلينج القافية عنوانًا لقصة قصيرة شبه ذاتية كتبها سنة 1888. استُخدم الاسم «سرب الأغنام السوداء» لسرب الهجوم البحري 214 التابع لقوات مشاة البحرية الأمريكية من عام 1942، واستخدم العنوان قائده العقيد جريجوري «بابي» بوينجتون، واستُخدم لمسلسل تلفزيوني -رُوج له لاحقًا باسم سرب الأغنام السوداء- بُث على قناة إن بي سي بين عامي 1976 و1978. سنة 1951 مع (In the Mood)، كانت «با با الخروف الأسود» هي أول أغنية تُحفظ رقميًا وتُشغل على الكمبيوتر.